# 5812 Jayewinkler
5812 Jayewinkler (1988 PJ1) là một tiểu hành tinh vành đai chính được phát hiện ngày 11 tháng 8 năm 1988 bởi A. J. Noymer ở Siding Spring.